# David Roe
David Roe (ur. 11 września 1965) – snookerzysta angielski. Obecnie mieszka w Derby (Anglia).

## Kariera
Profesjonalnie gra od 1986 roku. W turniejach rankingowych czterokrotnie doszedł do ćwierćfinału. Jego najwyższy break wynosi 140 punktów i został uzyskany w 1993 roku podczas turnieju UK Championship. 
Najwyższą lokatą zajmowaną przez niego w rankingu była 13. pozycja w sezonie 1994/1995. Na zakończenie sezonu 2009/2010 został sklasyfikowany na 93. miejscu listy rankingowej.